# Crítica textual

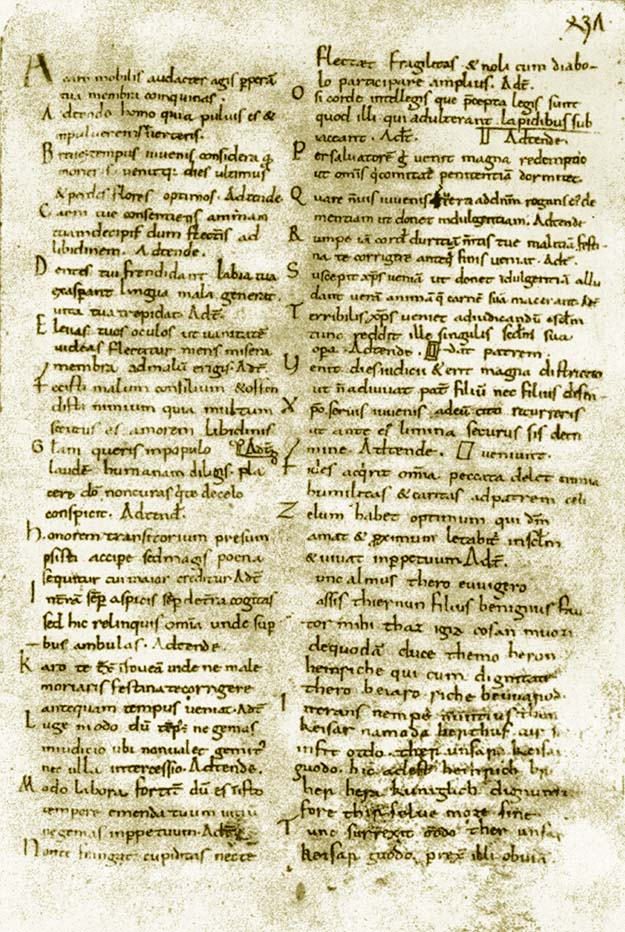
Carmina Cantabrigiensia, manuscrito C, folio 436v, siglo XI

La crítica textual es una rama de la ecdótica y los estudios textuales, que recurre como ciencias auxiliares a la filología, la codicología y la crítica literaria y se ocupa de la identificación de variantes textuales o versiones diferentes en manuscritos (mss.) o libros impresos con la intención de construir el texto más primitivo y fiel de una obra que ha sido transmitida con numerosos errores de copia y cuyo texto inmediatamente posterior al original, ya corrompido, (el denominado arquetipo) se ha perdido.

## Conceptos
Los escribas, oficiales de imprenta y editores pueden hacer alteraciones intencionales (censuras y armonizaciones o embellecimientos por razones religiosas, políticas o culturales) o no intencionales (por errores de copia o erratas fruto de la caligrafía o el tipo de letra utilizados, con frecuencia lleno de abreviaturas o signos taquigráficos, o muy antiguo (lo que exige conocimientos de paleografía por parte del copista, no siempre bien instruido), por no mencionar la letra enmarañada del manuscrito, los errores acumulados de otros copistas, la ignorancia de lengua, propósito, materia o autor, las simplificaciones involuntarias, las lagunas producidas por el salto por homoioteleuton (supresión de una perícopa a causa de que la vista "salta" a una palabra igual o que termina igual más adelante del renglón, la fatiga, la prisa, las distracciones, las variantes dialectales, el desconocimiento del léxico o la lengua, los deterioros y lagunas obra de insectos xilófagos que suscitan textos incomprensibles o anacolutos que el copista se ve obligado a solucionar, o las correcciones mal hechas) al copiar manuscritos a mano, corrompiendo o deturpando desde su estructura hasta su forma y contenido original y, por tanto, su transmisión,
Dada una copia del manuscrito, o bien varias o incluso muchas, pero no el documento original o autógrafo, que haría inútil este trabajo, el crítico textual trata de reconstruir el texto primitivo sin alteraciones (el llamado Urtext en los estudios bíblicos, o arquetipo o autógrafo en los filológicos) acercándose lo más posible a su perfecta y completa restitución. Para ello hay que atravesar dos fases: primero, una recensio y collatio de los testimonios apógrafos supervivientes de la que se deduce la jerarquía cronológica y las particularidades de transmisión del texto, y, segundo, la constitutio textus o constitución del texto, en que puede realizarse la emendatio o corrección, solo en los loci critici o lugares de texto dudoso, necesarios para obtener el texto genuino, sin añadir nada que pueda desnaturalizar la obra. Se pueden utilizar los mismos procesos para intentar reconstruir versiones intermedias, o recensiones, del historial de transcripción de un documento. El objetivo del trabajo del crítico textual es una mejor comprensión de la creación y transmisión histórica de textos para producir una "edición crítica" que contenga un texto más puro que el que anteriormente se conocía a través de muchas copias divergentes. 
Hay muchos enfoques para la crítica textual, en particular el eclecticismo, la stemmatics y la edición de textos de copia. El usus scribendi y las técnicas cuantitativas y estadísticas (estilometría) también se utilizan para determinar las relaciones entre los testigos de un texto, y los métodos de la biología evolutiva (filogenética) parecen ser efectivos en una gran variedad de tradiciones textuales. 
En algunos dominios (edición de textos religiosos y clásicos) la frase "crítica inferior" se usa para describir el contraste entre crítica textual y alta crítica, que es el esfuerzo por establecer la autoría, la fecha y el lugar de composición del texto original.

## Historia
La crítica textual se ha practicado durante más de dos mil años. Los primeros críticos textuales fuero los bibliotecarios de la Alejandría helenística durante los últimos dos siglos antes de Cristo. Constituyen la llamada filología helenística y se preocuparon por preservar las obras de la Antigüedad procurándose, a falta de originales, las mejores copias y de lengua más pura de los autores más admirados, modélicos e imitados, llamados clásicos, en especial Homero, la dramaturgia y la oratoria griega y otros principales autores (Platón, Tucídides etc.) traduciendo incluso obras de otras culturas al griego koiné, como el Antiguo Testamento, versión denominada Septuaginta por los setenta traductores que se encargaron de ello para poseer una copia en la Biblioteca de Alejandría. Esto continuó durante el período medieval, donde destacan los trabajos del filólogo cristiano trilingüe San Jerónimo de Estridón, editor de la versión de la Biblia conocida como Vulgata, hasta los tiempos modernos y la invención de la imprenta más o menos en 1453. La crítica textual fue un aspecto importante del trabajo de muchos de los estudiosos que formaron el Humanismo del Renacimiento de la cultura grecolatina. Por ejemplo, Desiderio Erasmus, que editó el Nuevo Testamento sobre el Textus Receptus. En Italia, académicos como Petrarca y Poggio Bracciolini recolectaron y editaron muchos manuscritos latinos, mientras que un nuevo espíritu de investigación crítica fue impulsado por la atención a los estados textuales, por ejemplo en el trabajo de Lorenzo Valla sobre la supuesta Donación de Constantino. 
Muchas obras antiguas, como la Biblia y las tragedias griegas, sobreviven en cientos de copias, y la relación de cada copia con el original puede no estar clara. Los académicos textuales han debatido durante siglos qué fuentes se derivan más estrechamente del original, por lo que las lecturas en esas fuentes son correctas. Aunque los libros bíblicos que son letras, como las obras griegas, presumiblemente tenían un original, la pregunta de si algunos libros bíblicos, como los Evangelios, alguna vez tuvieron solo un original ha sido discutido.  El interés en aplicar la crítica textual al Corán también se ha desarrollado después del descubrimiento de los manuscritos de Sana'a en 1972, que posiblemente se remontan a los siglos VII y VIII. 
En el idioma inglés, las obras de Shakespeare han sido un terreno particularmente fértil para la crítica textual, tanto porque los textos, como se transmiten, contienen una considerable variación, y porque el esfuerzo y el gasto de producir ediciones superiores de sus obras siempre han sido ampliamente visto como válidos.  Los principios de la crítica textual, aunque originalmente se desarrollaron y refinaron para las obras de la antigüedad y la Biblia, y, para la edición angloamericana de textos de copia, Shakespeare, se han aplicado a muchas obras, desde textos (casi) contemporáneos hasta Los primeros documentos escritos conocidos. Desde la antigua Mesopotamia y Egipto hasta el siglo XX, la crítica textual abarca un período de unos cinco milenios.

## Nociones básicas y objetivos
El problema fundamental, tal como lo describe Paul Maas, es el siguiente: 

No tenemos manuscritos autógrafos [manuscritos escritos por mano del autor original] de los escritores clásicos griegos y romanos, ni ninguna copia que haya sido cotejada con los originales. Los manuscritos que poseemos se derivan de los originales a través de un número desconocido de copias intermedias y, por tanto, son de dudosa confiabilidad. El trabajo de la crítica textual es producir un texto lo más cercano posible al original, la constitutio textus.

 Maas comenta además que "un dictado revisado por el autor debe considerarse como equivalente a un autógrafo manuscrito". Por otra parte, la falta de manuscritos autógrafos se aplica a muchas culturas distintas de la grecorromana. En tal situación, el objetivo clave se convierte en la identificación del primer ejemplar antes de cualquier división en la tradición (por tradición en crítica textual se entiende el conjunto de los testimonios de un mismo texto a lo largo de la historia). Ese ejemplar es conocido como el arquetipo. "Si logramos establecer el texto de [el arquetipo], la constitución del texto (reconstrucción del original) estará considerablemente avanzada". 
El objetivo final del crítico textual es la producción de una "edición crítica". Esta contiene el texto que el filólogo editor ha determinado se aproxima más al original del autor, y está acompañado por un aparato crítico o criticus apparatus constituido por las variantes de las distintas ramas de la tradición. El aparato crítico presenta el trabajo del autor en tres partes: primero, una lista o descripción de las pruebas que utilizó el editor (los nombres abreviados de los manuscritos y ediciones tipográficas, llamadas siglas); segundo, el análisis del editor de esa evidencia (a veces una simple calificación de probabilidad), y, tercero, un registro de variantes rechazadas del texto (a menudo en orden de preferencia).

## Proceso

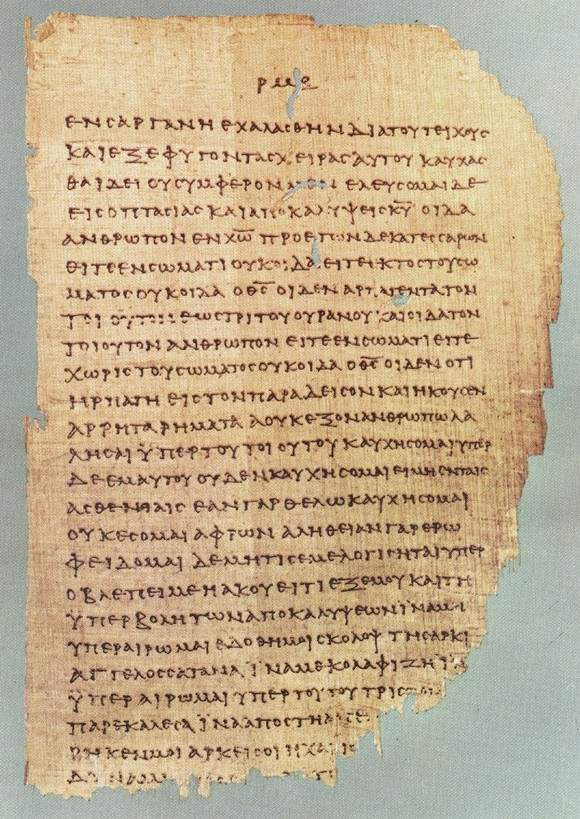
Folio de Papiro 46, que contiene 2 Corintios 11: 33–12: 9

Antes de la impresión mecánica, la literatura se copiaba a mano, y los copistas introdujeron muchas variaciones. La edad de la imprenta (a partir de 1453, más o menos) hizo que la profesión de amanuense, escriba, copista o escribiente fuera efectivamente redundante. Pero las ediciones impresas, aunque son menos susceptibles a la proliferación de variaciones que probablemente surjan durante la transmisión manual, no son inmunes a la introducción de variaciones del autógrafo de un autor.  En lugar de que un escriba copie su fuente, un compositor o un taller de impresión puede leer o componer una obra de una manera que difiera del autógrafo. Dado que cada escriba o impresor comete errores diferentes, la reconstrucción del original perdido a menudo se ve favorecida por una selección de lecturas tomadas de muchas fuentes. Un texto editado que se funda en múltiples fuentes se dice que es ecléctico. En contraste con este enfoque, algunos críticos textuales prefieren identificar el mejor texto sobreviviente y no combinar lecturas de múltiples fuentes.
Cuando se comparan diferentes documentos, o "testigos", de un único texto original, las diferencias observadas se denominan lecturas variantes , o simplemente variantes o lecturas. No siempre es evidente qué variante única representa la obra original del autor. El proceso de crítica textual busca explicar cómo cada variante pudo haber ingresado al texto, ya sea por accidente (ditología o duplicación, y omisión, por ejemplos) o intención (modificaciones por armonización o por censura), ya que los escribas o supervisores transmitieron el texto del autor original al copiarlo. La tarea del crítico textual, por lo tanto, es clasificar las variantes, eliminando aquellas que tienen más probabilidades de ser no originales y estableciendo un "texto crítico", o edición crítica, con la intención de aproximarse mejor al texto original. Al mismo tiempo, el texto crítico debe documentar las lecturas de las variantes, por lo que la relación de los testigos existentes con el original reconstruido es evidente para un lector de la edición crítica.  Al establecer el texto crítico, el crítico textual considera tanto la evidencia "externa" (la edad, la procedencia y la afiliación de cada testigo) como las consideraciones "internas" o "físicas" (los medios que probablemente tendrían el autor y los escribas o impresores).
La recopilación de todas las variantes conocidas de un texto se denomina variorum, es decir, una obra de crítica textual en la que todas las variaciones y enmiendas se ponen de lado a lado para que el lector pueda hacer un seguimiento de cómo se han tomado las decisiones textuales en la preparación de un texto para publicación.  La Biblia y las obras de William Shakespeare han sido a menudo los temas de las ediciones de variorum, aunque las mismas técnicas se han aplicado con menos frecuencia a muchas otras obras, como Hojas de hierba de Walt Whitman, y los escritos en prosa de Edward Fitzgerald.

## Eclecticismo
Eclecticismo se refiere a la práctica de consultar una amplia diversidad de testigos de un original en particular. La práctica se basa en el principio de que cuanto más historiales de transmisión independientes haya, menos probabilidades habrá de reproducir los mismos errores. Lo que uno omite, los otros pueden retener; Lo que uno agrega, es poco probable que los otros agreguen. El eclecticismo permite hacer inferencias sobre el texto original, basándose en la evidencia de contrastes entre testigos. 
Las lecturas eclécticas también suelen dar una impresión del número de testigos de cada lectura disponible. Aunque con frecuencia se prefiere una lectura apoyada por la mayoría de los testigos, esto no sigue automáticamente. Por ejemplo, una segunda edición de una obra de Shakespeare puede incluir una adición alusiva a un evento que se sabe que ocurrió entre las dos ediciones. Aunque casi todos los manuscritos subsecuentes pueden haber incluido la adición, los críticos textuales pueden reconstruir el original sin la adición. 
El resultado del proceso es un texto con lecturas extraídas de muchos testigos. No es una copia de ningún manuscrito en particular, y puede desviarse de la mayoría de los manuscritos existentes. En un enfoque puramente ecléctico, ningún testigo único es favorecido teóricamente.  En cambio, el crítico se forma opiniones sobre testigos individuales, confiando en evidencia externa e interna.
Desde mediados del siglo XIX, el eclecticismo, en el que no existe un sesgo a priori para un solo manuscrito, ha sido el método dominante para editar el texto griego del Nuevo Testamento (actualmente, United Bible Society, 5ª ed. Y Nestlé). Aland, 28 ed.). Aun así, los manuscritos más antiguos, que son del tipo de texto alejandrino, son los más favorecidos, y el texto crítico tiene una disposición alejandrina.

### Evidencia externa
La evidencia externa es evidencia de cada testigo físico, su fecha, fuente y relación con otros testigos conocidos. Los críticos a menudo prefieren las lecturas apoyadas por los testigos más antiguos. Como los errores tienden a acumularse, los manuscritos más antiguos deberían tener menos errores.  Las lecturas apoyadas por la mayoría de los testigos también suelen ser preferidas, ya que es menos probable que reflejen accidentes o sesgos individuales. Por las mismas razones, se prefieren los testigos más diversos geográficamente. Algunos manuscritos muestran evidencia de que se tomó especial cuidado en su composición, por ejemplo, al incluir lecturas alternativas en sus márgenes, lo que demuestra que se consultó más de una copia previa (ejemplar) para producir la actual. Otros factores son iguales, estos son los mejores testigos. El papel de la crítica textual es necesario cuando estos criterios básicos están en conflicto. Por ejemplo, normalmente habrá menos copias tempranas y un número mayor de copias posteriores. El crítico textual intentará equilibrar estos criterios, para determinar el texto original. 
Hay muchas otras consideraciones más sofisticadas. Por ejemplo, las lecturas que se apartan de la práctica conocida de un escriba o un período dado pueden considerarse más confiables, ya que es poco probable que un escriba se haya apartado de la práctica habitual por iniciativa propia.

### Evidencia interna
La evidencia interna es una evidencia que proviene del propio texto, independientemente de las características físicas del documento. Se pueden usar varias consideraciones para decidir qué lectura es la más probable que sea original. A veces estas consideraciones pueden estar en conflicto.
Dos consideraciones comunes tienen los nombres en latín lectio brevior (lectura más corta) y lectio difficilior (lectura más difícil).  La primera es la observación general de que los escribas tendían a agregar palabras, para aclarar o por costumbre, más a menudo de lo que las eliminaban.  El segundo, lectio difficilior potior (la lectura más difícil es más fuerte), reconoce la tendencia a la armonización, resolviendo aparentes inconsistencias en el texto. La aplicación de este principio lleva a tomar la lectura más difícil (no armonizada) ya que es más probable que sea la original.  Tales casos también incluyen a los escribas que simplifican y suavizan los textos que no entendieron completamente.
Otra tendencia de los escribas se llama homoioteleuton, que significa "terminaciones iguales". Homoioteleuton ocurre cuando dos palabras/frases/líneas terminan con la misma secuencia de letras. El escriba, habiendo terminado de copiar el primero, salta al segundo, omitiendo todas las palabras que intervienen. Homeoarchy se refiere a omitir los ojos cuando los comienzos de dos líneas son similares.
El crítico también puede examinar los otros escritos del autor para decidir qué palabras y construcciones gramaticales coinciden con su estilo. La evaluación de la evidencia interna también proporciona al crítico información que lo ayuda a evaluar la confiabilidad de los manuscritos individuales. Por lo tanto, la consideración de la evidencia interna y externa está relacionada. Después de considerar todos los factores relevantes, el crítico textual busca la lectura que mejor explique cómo surgirían las otras lecturas. Esa lectura es entonces el candidato más probable que haya sido original.

### Cánones de crítica textual

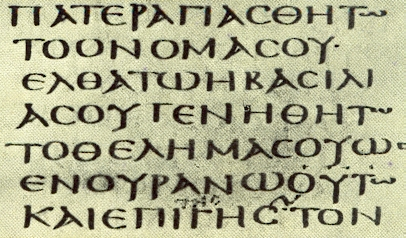
Lucas 11: 2 en Codex Sinaiticus

Varios académicos han desarrollado pautas, o cánones de crítica textual, para guiar el ejercicio del juicio crítico en la determinación de las mejores lecturas de un texto.  Uno de los primeros fue Johann Albrecht Bengel (1687–1752), quien en 1734 produjo una edición del Nuevo Testamento griego. En su comentario, estableció la regla Proclivi scriptioni praestat ardua, ("la lectura más difícil es la preferida").
Johann Jakob Griesbach (1745–1812) publicó varias ediciones del Nuevo Testamento. En su edición de 1796, estableció quince reglas críticas. Entre ellos había una variante de la regla de Bengel, Lectio difficilior potior , "la lectura más difícil es mejor". Otra fue Lectio brevior praeferenda, "la lectura más corta es mejor", basada en la idea de que los escribas tenían más probabilidades de agregar que de eliminar. Esta regla no se puede aplicar de manera no crítica, ya que los escribas pueden omitir material de forma inadvertida. 
Brooke Foss Westcott (1825–1901) y Fenton Hort (1828–1892) publicaron una edición del Nuevo Testamento en griego en 1881. Propusieron nueve reglas críticas, incluida una versión de la regla de Bengel: "Es menos probable que la lectura sea original y muestre una disposición para eliminar las dificultades".  También argumentaron que "las lecturas se aprueban o rechazan en función de la calidad, y no del número, de sus testigos de apoyo", y que "se prefiere preferir la lectura que mejor explique la existencia de los demás".
Muchas de estas reglas, aunque originalmente desarrolladas para la crítica textual bíblica, tienen una amplia aplicabilidad a cualquier texto susceptible de errores de transmisión. 

### Limitaciones del eclecticismo
Dado que los cánones de la crítica son altamente susceptibles de interpretación, y en ocasiones incluso se contradicen entre sí, pueden emplearse para justificar un resultado que se ajuste a la agenda estética o teológica de la crítica textual. A partir del siglo XIX, los académicos buscaron métodos más rigurosos para guiar el juicio editorial.  Stemmatics y edición de textos copiados - mientras que ambos son eclécticos, ya que permiten que el editor seleccione lecturas de múltiples fuentes - buscó reducir la subjetividad estableciendo uno o unos pocos testigos presumiblemente como favorecidos por criterios "objetivos". La cita de las fuentes utilizadas y las lecturas alternativas, y el uso de textos e imágenes originales ayuda a los lectores y otros críticos a determinar en gran medida la profundidad de la investigación del crítico y a verificar de forma independiente su trabajo. 

## Estemmatología

### Visión general

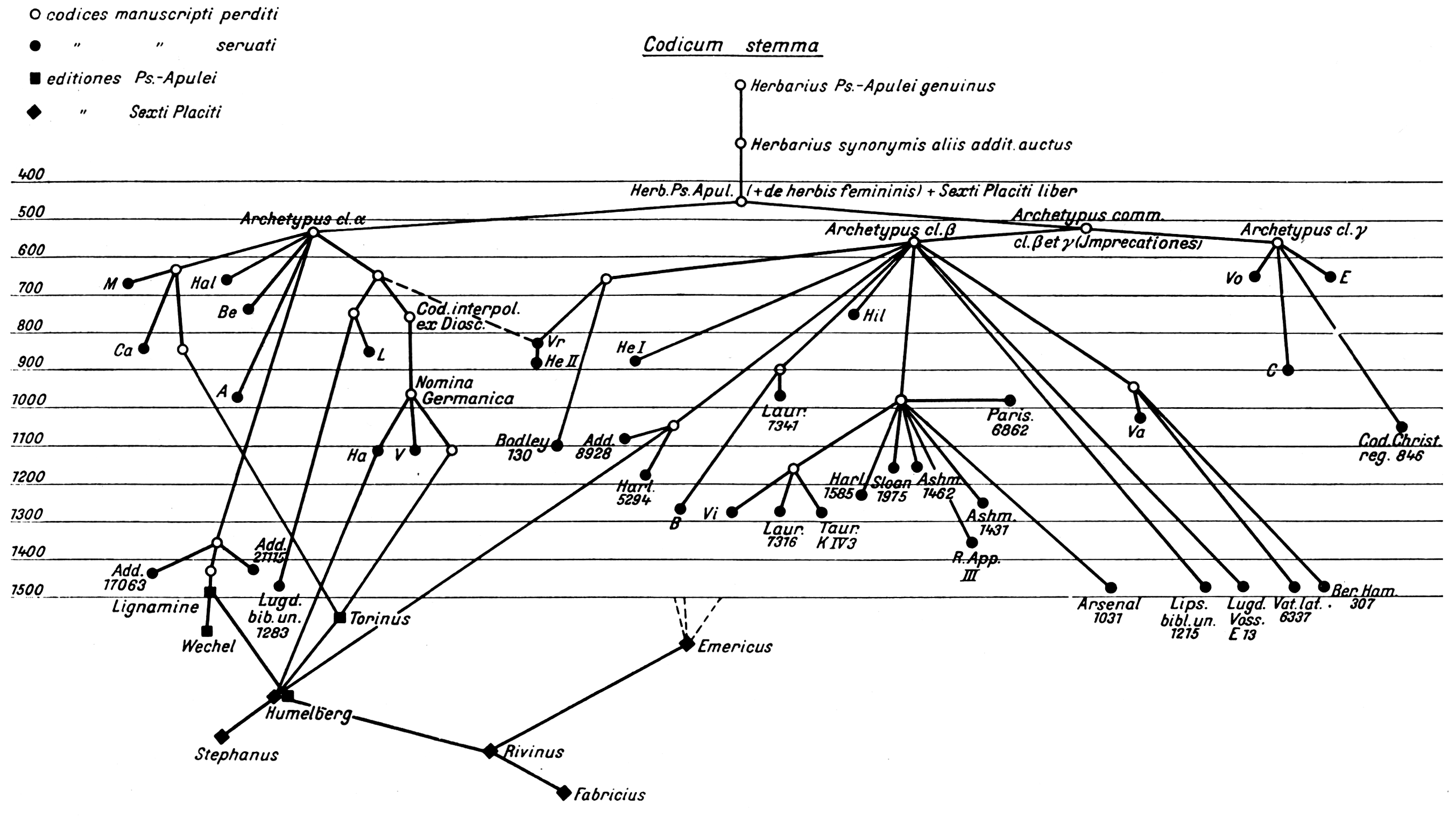
Esquema de descendencia de los manuscritos de Pseudo-Apuleius Herbarius por Henry E. Sigerist (1927)

La Estemática o Estemmatología es un enfoque riguroso de la crítica textual. Karl Lachmann (1793–1851) contribuyó enormemente a hacer famoso este método, aunque no lo inventó. El método toma su nombre de la palabra stemma, en Griego antiguo στέμματα y su préstamo en latín clásico stemmata pueden referirse a los "árboles genealógicos" que ordenan en el tiempo los diversos testimonios manuscritos o impresos de una misma obra. Este significado específico muestra las relaciones de los testigos sobrevivientes (el primer ejemplo conocido de tal stemma y con esa denominación data de 1827).  El árbol genealógico también se conoce como cladograma. El método funciona a partir del principio de que "error común implica origen común".  Es decir, si dos testimonios tienen una serie de errores en común, es legítimo suponer que se derivaron de una fuente intermedia común, llamada hipoarquetipo . Las relaciones entre los productos intermedios perdidos están determinadas por el mismo proceso, colocando todos los manuscritos existentes en un árbol genealógico o stemma codicum que desciende de un solo y único arquetipo. El proceso de construcción del stemma se llama recensión, o, en latín, recensio.
Una vez completado el stemma, el crítico pasa al siguiente paso, llamado selección o selectio, donde el texto del arquetipo se determina al examinar las variantes de los hipoarquetipos más cercanos a él y seleccionar los mejores. Si una lectura ocurre con más frecuencia que otra en el mismo nivel del árbol, se selecciona la lectura dominante; si dos lecturas en competencia ocurren con la misma frecuencia, entonces el editor usa su juicio para seleccionar la lectura correcta.
Después de la selección , el texto todavía puede contener errores, ya que puede haber pasajes donde ninguna fuente conserva la lectura correcta. El siguiente paso es el examen , y se aplica para encontrar corrupciones. Cuando el editor concluye que el texto está dañado, se corrige mediante un proceso llamado "enmienda", o emendatio (también llamada a veces divinatio). Las enmiendas no admitidas por ninguna fuente conocida a veces se denominan enmiendas conjeturales. Al respecto cabe señalar que los filólogos siempre han denigrado y criticado fuertemente las enmiendas que hacían los antiguos humanistas, muchas veces inexplicadas y solo por criterios subjetivos, llamadas emmendationes ope ingenii y que a veces podían confundirse en los manuscritos que poseían con lecturas que habían copiado de verdad de manuscritos realmente esistentes.
El proceso de selección se asemeja a la crítica textual ecléctica, pero se aplica a un conjunto restringido de hipoarquetipos hipotéticos. Los pasos de examen y emendatio se asemejan a la edición de texto de copia. De hecho, las otras técnicas se pueden ver como casos especiales de estemática en los cuales una historia familiar rigurosa del texto no se puede determinar, pero solo se puede aproximar. Si parece que un manuscrito es, con mucho, el mejor texto, entonces la edición del texto copiado es apropiada, y, si parece que un grupo de manuscritos es bueno, entonces el eclecticismo en ese grupo sería apropiado.
La edición de Hodges-Farstad del Nuevo Testamento griego intenta usar estemática para algunas partes.

### Filogenia

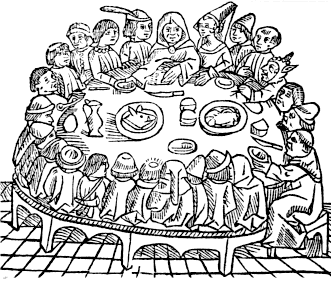
Cuentos de Canterbury, xilografía 1484

la filogenética es una técnica tomada de la biología que al principio Willi Hennig denominó sistemática filogenética. En biología, la técnica se utiliza para determinar las relaciones evolutivas entre diferentes especies. En su aplicación a la crítica textual, el texto de varios testimonios diferentes puede ingresarse en una computadora que registra todas las diferencias entre ellos, o puede derivarse de un aparato existente. Los manuscritos se agrupan según sus características compartidas. La diferencia entre la filogenética y las formas más tradicionales de análisis estadístico es que, en lugar de simplemente organizar los manuscritos en agrupaciones aproximadas de acuerdo con su similitud general, la filogenética asume que son parte de un árbol genealógico ramificado y utiliza ese supuesto para derivar relaciones entre ellos. Esto lo hace más como enfoque automatizado para la estemática. Sin embargo, cuando hay una diferencia, la computadora no intenta decidir qué lectura está más cerca del texto original, por lo que no indica qué rama del árbol es la "raíz", cuya tradición manuscrita está más cerca del original. Se deben utilizar otros tipos de evidencia para ese propósito. 
La filogenética se enfrenta a la misma dificultad que la crítica textual: la aparición de características en descendientes de un antepasado que no sea la copia directa (o la copia) del antepasado, por ejemplo, cuando un escriba combina lecturas de dos o más manuscritos diferentes (contaminatio o "contaminación" horizontal). El mismo fenómeno está ampliamente presente entre los organismos vivos, como casos de transferencia horizontal de genes (o transferencia lateral de genes) y recombinación genética, particularmente entre bacterias. Un área de estudio prometedora es la exploración de la aplicabilidad de los diferentes métodos para hacer frente a estos problemas en los organismos vivos y las tradiciones textuales.
El software desarrollado para su uso en biología se ha aplicado con éxito a la crítica textual; por ejemplo, está siendo utilizado por el Proyecto Canterbury Tales / "Proyecto Cuentos de Canterbury" para determinar la relación entre los 84 manuscritos sobrevivientes de esta obra del escritor medieval inglés Geoffrey Chaucer y las cuatro ediciones impresas anteriores de The Canterbury Tales. La edición de Shaw de la Divina comedia de Dante Alighieri utiliza métodos filogenéticos y tradicionales uno junto al otro, en una exploración exhaustiva de las relaciones entre los siete primeros testimonios del texto del Dante.

### Limitaciones y críticas
El método estemático asume que cada testimonio se deriva de un, y solamente un, predecesor. Si un escriba se refiere a más de una fuente al crear su copia, entonces la nueva copia no caerá claramente en una sola rama del árbol familiar de manuscritos. En el método estemmático, se dice que un manuscrito que se deriva de más de una fuente está contaminado por transmisión horizontal: un copista ha copiado un solo códice teniendo a su vista dos o más manuscritos de la misma obra y ha escogido como ha querido. 
Otro defecto del método lachmaniano también supone que los escribas solo cometen nuevos errores y no intentan corregir los errores de sus predecesores. Cuando el texto ha sido "mejorado" por el escriba, se dice que es refinado, pero el "refinamiento" altera el método al ocultar la relación de un documento con otros testimonios y hace que sea más difícil situar correctamente el manuscrito en el stemma. 
El método estemático o lachmaniano requiere que el crítico textual agrupe los manuscritos por un error común. Y requiere, por tanto, que el crítico pueda distinguir lecturas erróneas de las correctas. También este supuesto ha sido frecuentemente atacado.  W. W. Greg señaló: que "el hecho de que un escriba cometa un error e inevitablemente producirá tonterías es un supuesto tácita y totalmente injustificado".
Franz Anton Knittel defendió el punto de vista tradicional en teología y se opuso a la crítica textual moderna. Defendió la autenticidad de la Pericopa Adulterae (Juan 7: 53–8: 11), Coma Johanneum (1 Juan 5: 7) y Testimonium Flavianum. Según él, Erasmo en su Novum Instrumentum no incorporó la coma del Codex Montfortianus debido a las diferencias gramaticales, sino que usó la Polyglotta complutense. Según él, la coma era conocida por Tertuliano.
El último paso del método estemático es la emendatio, también conocida como "enmienda conjetural". Pero, de hecho, el crítico emplea conjeturas en cada paso del proceso. Y algunas de las reglas del método que están diseñadas para reducir el ejercicio del juicio editorial no necesariamente producen el resultado correcto. Por ejemplo, cuando hay más de dos testimonios en el mismo nivel del árbol, normalmente el crítico seleccionará la lectura dominante. Sin embargo, puede no ser más que fortuito el que hayan sobrevivido más testimonios que presenten una lectura particular. Una lectura plausible que ocurra con menos frecuencia puede, sin embargo, ser la correcta.
Por último, el método estemático o lachmaniano supone que todos los testigos existentes se derivan, aunque sea de forma remota, de una sola fuente. No tiene en cuenta la posibilidad de que el autor original haya revisado su trabajo y que el texto haya existido en diferentes momentos en más de una versión autorizada.

## Mejor edición de texto
El crítico Joseph Bédier (1864–1938), que había trabajado con estemática, lanzó un ataque contra ese método en 1928. Al revisar las ediciones de textos franceses medievales que se producían con estemática notó que los críticos textuales tendían abrumadoramente a producir árboles bífidos, esto es, divididos en solo dos ramas. Concluyó que era poco probable que este resultado hubiera ocurrido por casualidad y que, por lo tanto, el método tendía a producir stemmas bipartitos independientemente de la historia real de la tradición manuscrita.  Sospechaba que los editores tendían a favorecer los árboles con dos ramas, ya que esto maximizaría las oportunidades para el juicio editorial (ya que no habría una tercera rama para romper el vínculo cuando las lecturas no concordaran.  También señaló que, para muchos trabajos, habida cuenta de la transmisión y contaminación horizontal, se podría postular más de un stemma razonable, lo que sugiere que el método no era tan riguroso ni tan científico como habían afirmado sus defensores. 
Las dudas de Bédier sobre el método estemático lo llevaron a considerar si podía eliminarse por completo. Como alternativa, propuso un método de edición del "mejor texto", en el que el editor utiliza un solo testimonio textual considerado por el editor como un estado "bueno" y escasamente contaminado con errores manifiestos de transmisión.  Esto convierte a la edición best-text en, esencialmente, una edición documental.  Para un ejemplo, puede referirse a la edición de Eugene Vinaver del manuscrito de Winchester de Le Morte D'Arthur de Thomas Malory.

## Edición de texto de copia

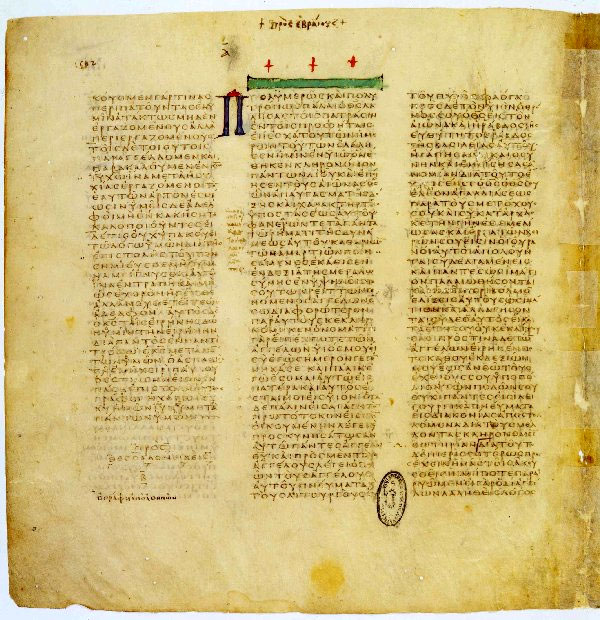
Una página del Codex Vaticanus Graecus 1209 muestra a un escriba medieval (la nota marginal entre las columnas uno y dos) que critica a un predecesor por cambiar el texto: "¡Engaña y aprende, deja la lectura anterior, no la cambies!"

Cuando se edita el texto de copia, el académico corrige errores en un texto basal, a menudo con la ayuda de otros testimonios de la tradición textual; este texto base es a menudo escogido entre los testimonios más antiguos, lo que garantizaría una menor circulación y copia y, por tanto, menos casuística de errores y alteraciones; sin embargo no es con todo un criterio muy fiable: en los primeros días de la imprenta, el texto de la copia era a menudo solo un manuscrito que estaba a mano. 
Usando el método de detección de errores de copia, el crítico examina el texto base y hace correcciones (llamadas enmiendas) en los lugares donde el texto base parece incorrecto para el crítico, porque aparece una inconsecuencia o un anacoluto especialmente duro, una palabra imposible o un salto brusco que señala la omisión de una perícopa, llamada en crítica textual y ecdótica laguna. Los manuscritos más alterados suelen ser también los más cortos, ya que los saltos por homoioteleuton se acumulan suprimiendo perícopas o pasajes involuntariamente. Los errores y modificaciones también suelen acumularse al final de cada periodo de copia, por mor de la fatiga y la falta de luz, que a menudo se dispensaba solo a hora avanzada con una vela o candil de garabato. 
Otra forma de detectar lugares conflictivos es hallar que los testimonios textuales divergen en unos pasajes concretos de modo muy ostensible y diferente, como si los copistas hubieran intentado corregirlo, reconstruirlo o sustituirlo. El crítico señala en sus ediciones estos pasajes como deturpados o corruptos con el signo de la cruz filológica en el comienzo del mismo y en el final, solo si no se ha sabido solucionar; el filólogo debe entonces encontrar la lectio difficilior, o lectura que más requerimientos textuales satisface. Solo puede obrar con los elementos del texto mismo, el usus scribendi del método comparativo, las tipologías del error de letras, la estadística y su conocimiento no solo de la lengua de la época, sino de la sociedad y la historia. Esto se puede hacer buscando lugares en el texto base que no tienen sentido o mirando el texto de otros testigos para alcanzar una lectura superior. Se deben desdeñar las lecturas demasiado creativas u ope ingenii: todo debe resolverse con los elementos mismos del texto, con la literalidad.
La primera edición impresa publicada del Nuevo Testamento griego fue producida por este método. Erasmo, el editor, seleccionó un manuscrito del monasterio dominico local en Basilea y corrigió sus errores evidentes consultando otros manuscritos locales. El texto de Westcott y Hort , que fue la base de la Versión revisada de la Biblia en inglés, también utilizó el método de copia y texto, utilizando el Codex Vaticanus como el manuscrito de base.

### El concepto de copia de texto de McKerrow
El bibliógrafo Ronald B. McKerrow introdujo el término copia-texto en su edición de 1904 de las obras de Thomas Nashe, definiéndola como "el texto utilizado en cada caso particular como la base de la mía".  McKerrow era consciente de las limitaciones del método estemático, y creía que era más prudente elegir un texto en particular que se consideraba particularmente confiable, y luego enmendarlo solo donde el texto era obviamente corrupto.  El crítico francés Joseph Bédier también se desencantó con el método radical y concluyó que el editor debería elegir el mejor texto disponible y enmendarlo lo menos posible. 
En el método de McKerrow como se presentó originalmente, el texto de copia no era necesariamente el texto más antiguo. En algunos casos, McKerrow elegiría un testigo posterior, señalando que "si un editor tiene motivos para suponer que un determinado texto incluye correcciones más recientes que cualquier otro, y al mismo tiempo no tiene motivos para no creer que estas correcciones, o algunas de ellas al menos, son obra del autor, no tiene más remedio que hacer de ese texto la base de su reimpresión ".
En 1939, en su Prolegomena para el Oxford Shakespeare , McKerrow había cambiado de opinión acerca de este enfoque, ya que temía que una edición posterior, incluso si contuviera correcciones de autor, se "desviara más ampliamente que la primera impresión del manuscrito original del autor."  Por lo tanto, concluyó que el procedimiento correcto se "produciría utilizando la primera impresión" buena "como texto de copia e insertándola, desde la primera edición que los contiene, las correcciones que nos parecen derivadas del autor".  Pero, temiendo el ejercicio arbitrario del juicio editorial, McKerrow declaró que, al concluir que una edición posterior tenía revisiones sustanciales atribuibles al autor, "debemos aceptar todas las modificaciones de esa edición, evitando las que parezcan errores obvios o errores de impresión".

### El fundamento de WW Greg de copiar texto
La crítica textual angloamericana en la última mitad del siglo XX llegó a estar dominada por un ensayo histórico de 1950 de Sir Walter W. Greg , "The Rationale of Copy-Text".  Greg propuso: 
Greg observó que los compositores en las imprentas tendían a seguir fielmente las lecturas "sustantivas" de su copia, excepto cuando se desviaban involuntariamente; pero que "en lo que respecta a los accidentes, normalmente seguirán sus propios hábitos o inclinaciones, aunque pueden, por diversas razones y en diversos grados, ser influenciados por su copia".
Él concluyó: 
La opinión de Greg, en resumen, era que "en el texto de la copia no se puede permitir una autoridad preponderante o incluso preponderante en lo que respecta a las lecturas sustantivas".  La elección entre lecturas razonables en competencia, dijo: 
Aunque Greg argumentó que un editor debería tener la libertad de usar su juicio para elegir entre lecturas sustantivas que compiten entre sí, sugirió que un editor debería remitirse al texto de copia cuando "las afirmaciones de dos lecturas ... parecen estar exactamente equilibrados . En tal caso, si bien no puede haber una razón lógica para dar preferencia al texto de copia, en la práctica, si no hay una razón para alterar su lectura, lo obvio parece ser dejarlo en pie".  Se dice que las variantes "exactamente equilibradas" son indiferentes . 
Los editores que siguen la justificación de Greg producen ediciones eclécticas, en el sentido de que la autoridad para los "accidentales" se deriva de una fuente particular (generalmente la primera) que el editor considera autoritaria, pero la autoridad de los "sustantivos" se determina en cada uno Caso individual según criterio del editor. El texto resultante, a excepción de los accidentes, se construye sin depender predominantemente de ningún testigo. 

### Greg – Bowers – Tanselle
WW Greg no vivió lo suficiente como para aplicar su justificación de copia-texto a ninguna edición real de las obras.  Su fundamento fue adoptado y ampliado significativamente por Fredson Bowers (1905–1991).  A partir de la década de 1970, G. Thomas Tanselle tomó vigorosamente la defensa del método y añadió importantes contribuciones propias. La lógica de Greg, tal como la practican Bowers y Tanselle, se conoce como el método de "Greg – Bowers" o "Greg-Bowers-Tanselle". 

#### Aplicación a trabajos de todos los periodos

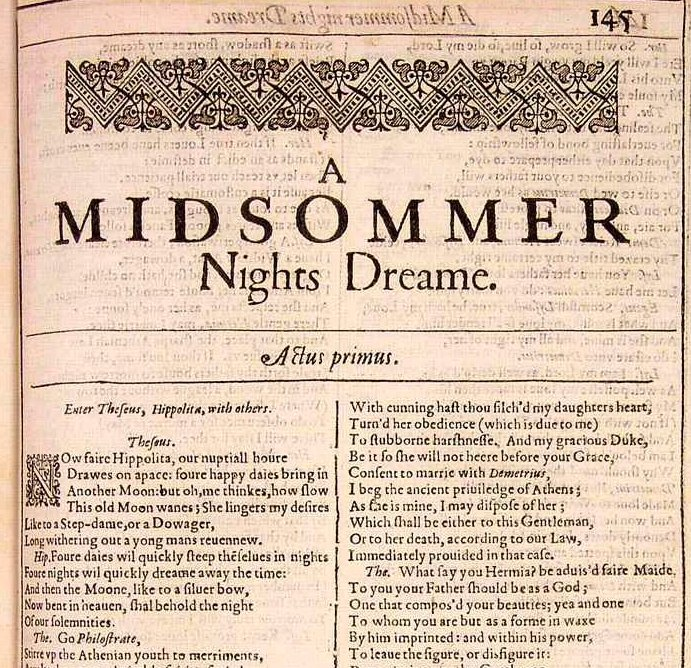
William Shakespeare, El sueño de una noche de verano (primer folio)

En su ensayo de 1964, "Algunos principios para ediciones académicas de autores estadounidenses del siglo XIX", Bowers dijo que "la teoría del texto de copia propuesta por Sir Walter Greg gobierna suprema".  La afirmación de Bowers de "supremacía" estaba en contraste con la más modesta afirmación de Greg de que "Mi deseo es más bien provocar una discusión que establecer la ley".
Mientras que Greg había limitado sus ejemplos ilustrativos al drama del Renacimiento inglés, donde se basaba su experiencia, Bowers argumentó que la justificación era "el principio editorial más factible que se haya ideado para producir un texto crítico que sea autoritario en el máximo de sus detalles si el autor es Shakespeare, Dryden, Fielding, Nathaniel Hawthorne o Stephen Crane. El principio es sólido sin tener en cuenta el período literario ". Para trabajos en los que sobrevivió el manuscrito de un autor, un caso que Greg no había considerado, Bowers llegó a la conclusión de que el manuscrito debería servir generalmente como texto de copia.  Citando el ejemplo de Nathaniel Hawthorne, señaló: 
Siguiendo a Greg, el editor reemplazaría cualquiera de las lecturas del manuscrito con sustantivos de las ediciones impresas que podrían atribuirse confiablemente al autor: "Obviamente, un editor no puede simplemente reimprimir el manuscrito, y debe sustituir sus lecturas por cualquier palabra que crea. Hawthorne cambió en prueba".

#### Intención de autoría final no influenciada
McKerrow había articulado el objetivo de la crítica textual en términos de "nuestro ideal de una copia justa de un autor de su trabajo en su estado final". Bowers afirmó que las ediciones basadas en el método de Greg "representarían la aproximación más cercana en todos los aspectos de las intenciones finales del autor".  Bowers declaró de manera similar que la tarea del editor es "aproximar lo más posible una copia imparcial de autor inferencial".  Tanselle señala que, "la crítica textual... en general se ha emprendido con miras a reconstruir, con la mayor precisión posible, el texto que finalmente pretende el autor".
Bowers y Tanselle argumentan por rechazar las variantes textuales que un autor insertó a sugerencia de otros.  Bowers dijo que su edición de la primera novela de Stephen Crane , Maggie , presentaba "las intenciones artísticas definitivas y no influenciadas del autor".  En sus escritos, Tanselle se refiere a la "intención de autor sin restricciones" o "las intenciones sin influencia de un autor".  Esto marca una desviación de Greg, quien simplemente había sugerido que el editor preguntara si una lectura posterior "es una que el autor puede suponer razonablemente que ha sustituido al primero", sin implicar ninguna investigación adicional sobre por qué el autor Había hecho el cambio. 
Tanselle discute el ejemplo de Typee de Herman Melville .  Después de la publicación inicial de la novela, el editor de Melville le pidió que suavizara las críticas de la novela a los misioneros en los mares del sur.  Aunque Melville dijo que los cambios eran una mejora, Tanselle los rechazó en su edición, concluyendo que "no hay pruebas, internas o externas, que sugieran que son los tipos de cambios que Melville habría realizado sin la presión de otra persona".
Bowers enfrentó un problema similar en su edición de Maggie. Crane originalmente imprimió la novela en privado en 1893.  Para asegurar la publicación comercial en 1896, Crane acordó eliminar las malas palabras, pero también hizo revisiones estilísticas. El enfoque de Bowers fue preservar los cambios estilísticos y literarios de 1896, pero volver a las lecturas de 1893 donde creía que Crane estaba cumpliendo la intención del editor en lugar de la suya. Sin embargo, hubo casos intermedios que razonablemente podrían haber sido atribuidos a cualquiera de las dos intenciones, y algunas de las elecciones de Bowers fueron objeto de críticas, tanto en lo que respecta a su criterio como a la sabiduría de combinar lecturas de las dos versiones diferentes de Maggie.
Hans Zeller argumentó que es imposible separar los cambios que Crane realizó por razones literarias y los que se hicieron ante la insistencia del editor: 
Bowers y Tanselle reconocen que los textos a menudo existen en más de una versión autorizada. Tanselle argumenta que: 
Sugiere que cuando una revisión es "horizontal" (es decir , dirigida a mejorar el trabajo tal como se concibió originalmente), el editor debería adoptar la versión posterior del autor.  Pero cuando una revisión es "vertical" (es decir , altera fundamentalmente la intención de la obra en su conjunto), la revisión debe tratarse como una nueva obra y editarse por separado en sus propios términos. 

#### Formato para aparatus
Bowers también fue influyente en la definición de la forma de aparato crítico que debería acompañar una edición académica.  Además del contenido del aparato, Bowers lideró un movimiento para relegar la materia editorial a los apéndices, dejando el texto críticamente establecido "claro", es decir, libre de cualquier signo de intervención editorial.  Tanselle explicó la razón de este enfoque: 
Algunos críticos creen que una edición de texto claro otorga al texto editado un lugar demasiado prominente, relegando variantes textuales a los apéndices que son difíciles de usar y sugiriendo un mayor sentido de certeza sobre el texto establecido del que merece. Como señala Shillingsburg, "las ediciones académicas en inglés han tendido a usar notas al pie de la página de texto, lo que indica, tácitamente, una mayor modestia sobre el texto" establecido "y llama la atención de manera más forzada a al menos algunas de las formas alternativas del texto".

#### El CEAA y el CSE del MLA.
En 1963, la Asociación de Lenguas Modernas de América (MLA) estableció el Centro de Ediciones de Autores Americanos (CEAA). La Declaración de Principios y Procedimientos Editoriales de la CEAA, publicada por primera vez en 1967, adoptó la justificación de Greg-Bowers en su totalidad. Un examinador de la CEAA inspeccionaría cada edición, y solo aquellos que cumplan con los requisitos recibirán un sello que denota "Un texto aprobado". 
Entre 1966 y 1975, el Centro asignó más de $ 1.5.   Millones en fondos del National Endowment for the Humanities para varios proyectos de edición académica, que debían seguir las pautas (incluida la estructura del aparato editorial) tal como Bowers las había definido.  Según Davis, los fondos coordinados por la CEAA durante el mismo período fueron más de $ 6   millones, contando con fondos de universidades, imprentas universitarias y otros organismos.
El Centro para Ediciones Académicas (CSE) reemplazó a la CEAA en 1976.  El cambio de nombre indicó el cambio a una agenda más amplia que solo los autores estadounidenses.  El Centro también cesó su papel en la asignación de fondos.  Las últimas pautas del Centro (2003) ya no prescriben un procedimiento editorial particular.

## Aplicación a documentos religiosos
Todos los textos están sujetos a investigación y crítica sistemática cuando el primer documento original verificado no está disponible. Los creyentes en los textos sagrados y las escrituras a veces se resisten a aceptar cualquier forma de desafío a lo que creen que es la revelación divina.  Algunos oponentes y polemistas pueden buscar cualquier forma de encontrar fallas en un texto religioso en particular. La crítica textual legítima puede ser resistida tanto por los creyentes como por los escépticos. 

### Libro de Mormón
La Iglesia de Jesucristo de los Santos de los Últimos Días (Iglesia SUD) incluye el Libro de Mormón como referencia fundamental. Los miembros SUD suelen creer que el libro es un registro histórico literal. 
Aunque algunos estudios anteriores no publicados habían sido preparados, no fue hasta principios de los años 70 la verdadera crítica textual aplicada al Libro de Mormón.  En ese momento, la Iglesia SUD pidió a los profesores Ellis Rasmussen y sus colaboradores de BYU que comenzaran la preparación para una nueva edición de las Sagradas Escrituras.  Un aspecto de ese esfuerzo implicó la digitalización del texto y la preparación de notas al pie apropiadas, otro aspecto requirió establecer el texto más confiable.  Para ese último fin, Stanley R. Larson (un estudiante graduado de Rasmussen) se dedicó a aplicar estándares críticos de textos modernos a los manuscritos y ediciones anteriores del Libro de Mormón como proyecto de tesis, que completó en 1974.  Con ese fin, Larson examinó cuidadosamente el manuscrito original (el dictado por José Smith a sus escribas) y el manuscrito de la impresora (la copia que Oliver Cowdery preparó para la impresora en 1829–1830), y los comparó con el 1º, 2º y Terceras ediciones del Libro de Mormón para determinar qué tipo de cambios se habían producido a lo largo del tiempo y para emitir juicios sobre cuáles lecturas eran las más originales. Larson procedió a publicar un conjunto útil de artículos bien argumentados sobre los fenómenos que había descubierto. Muchas de sus observaciones se incluyeron como mejoras en la edición de 1981 SUD del Libro de Mormón. 
En 1979, con el establecimiento de la Fundación para la Investigación Antigua y los Estudios Mormones ( FARMS ) como una institución de investigación sin fines de lucro de California, un esfuerzo liderado por Robert F. Smith comenzó a tomar en cuenta el trabajo de Larson ya publicar un Texto Crítico de el libro de Mormon.  Así nació el Proyecto de Texto Crítico FARMS, que publicó el primer volumen del Libro Crítico de Mormón en 3 volúmenes en 1984.  El tercer volumen de esa primera edición se publicó en 1987, pero ya estaba siendo reemplazado por una segunda edición revisada de todo el trabajo, enormemente ayudado a través del asesoramiento y la asistencia del entonces candidato a doctorado de Yale Grant Hardy , el Dr. Gordon C. Thomasson , el profesor John W. Welch (el jefe de FARMS), el profesor Royal Skousen entre otros.  Sin embargo, estos eran simplemente pasos preliminares para un proyecto mucho más exigente y global. 
En 1988, una vez completada la fase preliminar del proyecto, el profesor Skousen asumió el cargo de editor y jefe del Proyecto de Texto Crítico FARMS del Libro de Mormón y procedió a reunir fragmentos aún dispersos del manuscrito original del Libro de Mormón y Técnicas fotográficas avanzadas aplicadas para obtener lecturas finas de páginas y fragmentos de otro modo ilegibles.  También examinó de cerca el Manuscrito de la Impresora (propiedad de la Comunidad de Cristo —RDS Church en Independence, Misuri) en busca de diferencias en los tipos de tinta o lápiz, para determinar cuándo y por quién fueron hechos.  También recopiló las diversas ediciones del Libro de Mormón hasta el presente para ver qué tipo de cambios se han hecho a través del tiempo. 
Hasta el momento, el profesor Skousen ha publicado transcripciones completas de los Manuscritos del original y de la impresora, así como un análisis en seis volúmenes de variantes textuales.  Todavía están en preparación una historia del texto y una recopilación electrónica completa de ediciones y manuscritos (volúmenes 3 y 5 del Proyecto, respectivamente).  Mientras tanto, la Universidad de Yale ha publicado una edición del Libro de Mormón que incorpora todos los aspectos de la investigación de Skousen.

### Biblia hebrea

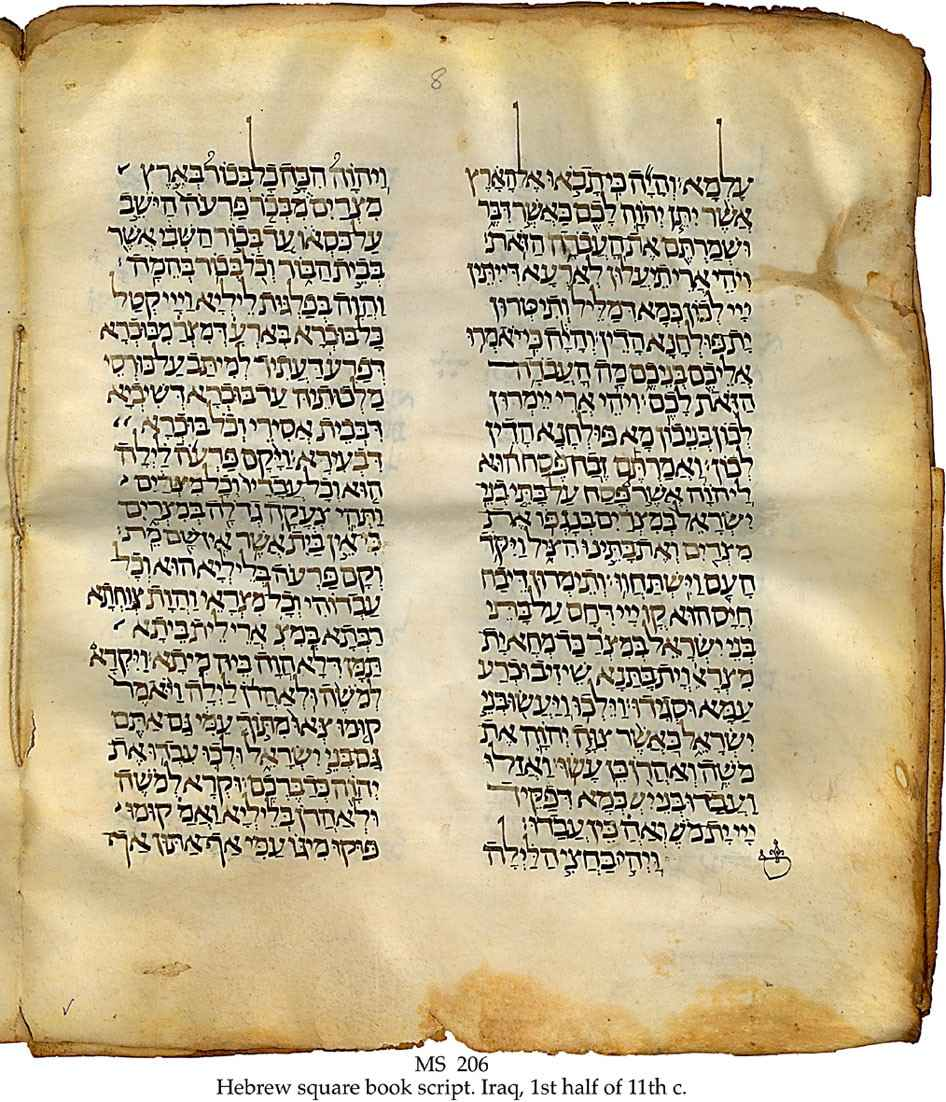
Manuscrito del siglo XI de la Biblia hebrea con Targum.

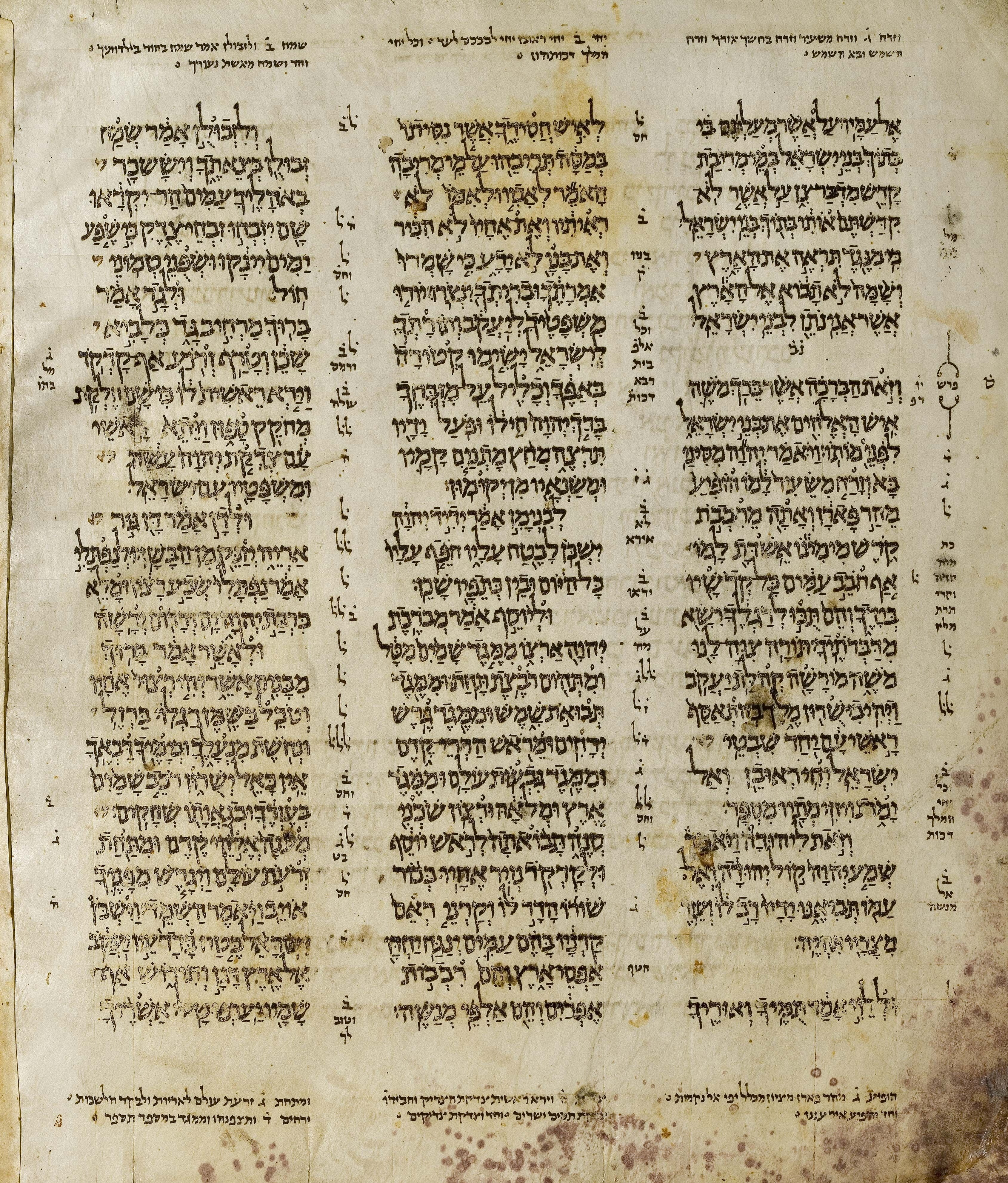
Una página del códice de Alepo, Deuteronomio.

La crítica textual de la Biblia hebrea compara versiones manuscritas de las siguientes fuentes (las fechas se refieren a los manuscritos más antiguos que existen en cada familia): 
|                            |                                                               |                                             |                          | |
| Manuscrito                 | Ejemplos                                                      | Idioma                                      | Fecha de composición     | Copia más antigua |
| Manuscritos del Mar Muerto | Tanaj en Qumran                                               | Hebreo, Paleo Hebreo y Griego (Septuaginta) | do. 150 a. C. - 70 d. C. | do. 150 a. C. - 70 d. C. |
|                            |                                                               |                                             |                          | |
| Septuaginta                | Codex Vaticanus , Codex Sinaiticus y otros papiros anteriores | griego                                      | 300–100 a. C.            | Siglo II a. C. (fragmentos) <br/> Siglo IV dC (completo)                                                                       |
|                            |                                                               |                                             |                          | |
| Peshitta                   |                                                               | Siríaco                                     |                          | principios del siglo V dC |
|                            |                                                               |                                             |                          | |
| Vulgata                    |                                                               | latín                                       |                          | principios del siglo V dC |
|                            |                                                               |                                             |                          | |
| Masoretico                 | Códice de Alepo , Códice de Leningrado y otros ms incompletos | hebreo                                      | California. 100 d. C.    | Siglo X d. C. |
|                            |                                                               |                                             |                          | |
| Pentateuco Samaritano      | Abisha Pergamino de Nablus                                    | Hebreo en alfabeto samaritano               | 200–100 a. C.            | La más antigua existente en el siglo XI de EC, la más antigua disponible para los eruditos en el siglo XVI, solo contiene Torá |
|                            |                                                               |                                             |                          | |
| Targum                     |                                                               | arameo                                      | 500–1000 d. C.           | Siglo V dC |
|                            |                                                               |                                             |                          | |

Al igual que en el Nuevo Testamento, se han encontrado cambios, corrupciones y borrados, particularmente en los textos masoréticos.  Esto se atribuye al hecho de que los primeros soferim (escribas) no trataron los errores de copia de la misma manera más adelante.
Hay tres nuevas ediciones separadas de la Biblia hebrea actualmente en desarrollo: Biblia Hebraica Quinta , la Biblia de la Universidad Hebrea y la Biblia Hebrea de Oxford .  Biblia Hebraica Quinta es una edición diplomática basada en el Códice de Leningrado. La Biblia de la Universidad Hebrea también es diplomática, pero se basa en el Códice de Alepo. La Biblia hebrea de Oxford es una edición ecléctica.

### Nuevo Testamento
Los primeros textos del Nuevo Testamento incluyen más de 5,800 manuscritos griegos, 10,000 manuscritos latinos y 9,300 manuscritos en varios otros idiomas antiguos (incluyendo siríaco , eslavo , etíope y armenio).  Los manuscritos contienen aproximadamente 300,000 variantes textuales, la mayoría de las cuales involucran cambios en el orden de las palabras y otras trivialidades comparativas.  Por lo tanto, durante más de 250 años, los estudiosos del Nuevo Testamento han argumentado que ninguna variante textual afecta a ninguna doctrina.  El profesor DA Carson afirma: "nada de lo que creemos que sea doctrinalmente verdadero, y nada de lo que se nos ordena hacer, está en modo alguno en peligro por las variantes. Esto es cierto para cualquier tradición textual.  La interpretación de pasajes individuales bien puede ser cuestionada; pero nunca se ve afectada una doctrina".
La gran cantidad de testigos presenta dificultades únicas, principalmente porque hace que la matemática en muchos casos sea imposible, porque muchos escritores utilizaron dos o más manuscritos diferentes como fuentes.  En consecuencia, los críticos textuales del Nuevo Testamento han adoptado el eclecticismo después de clasificar a los testigos en tres grupos principales, llamados tipos de texto.  A 2017   La división más común distingue: 
| Tipo de texto | Fecha                     | Características | Versión de la biblia |
| --- | ------------------------- | --- | --- |
| El tipo de texto alejandrino (También llamada tradición del "Texto Neutral"; con menos frecuencia, el "Texto de Minoría") | Siglos II-IV d. C.        | Esta familia constituye un grupo de textos tempranos y bien considerados, incluidos el Codex Vaticanus y el Codex Sinaiticus. La mayoría de los representantes de esta tradición parecen provenir de los alrededores de Alejandría, Egipto y de la Iglesia de Alejandría. Contiene lecturas que a menudo son concisas, más cortas, algo ásperas, menos armonizadas y generalmente más difíciles. La familia fue una vez pensamiento como resultado de una recensión del siglo III, cuidadosamente editada, pero ahora se cree que es simplemente el resultado de un proceso de copia y transmisión cuidadosamente controlado y supervisado. Es la base de la mayoría de las traducciones del Nuevo Testamento producidas desde 1900. | NIV, NAB, NABRE, Douay, JB y NJB (aunque, con cierta dependencia del tipo de texto bizantino), TNIV, NASB, RSV , ESV, EBR, NWT, LB, ASV, NC, GNB, CSB |
| El tipo de texto occidental                                                                                               | Siglos III-IX d. C.       | También es una tradición muy temprana, que proviene de una amplia área geográfica que se extiende desde el norte de África hasta Italia y desde la Galia a Siria. Ocurre en manuscritos griegos y en las traducciones latinas usadas por la iglesia occidental. Es mucho menos controlado que la familia alejandrina y se considera que sus testigos son más propensos a la paráfrasis y otras corrupciones. A veces se le llama el tipo de texto de cesárea. Algunos eruditos del Nuevo Testamento argumentarían que la cesárea constituye un tipo de texto distinto. | Vetus latina |
| El tipo de texto bizantino ; también, tipo de texto Koinē (También llamado "Texto mayoritario")                           | Siglos 5 y 16 de la d. C. | Este grupo comprende alrededor del 95% de todos los manuscritos, la mayoría de los cuales son comparativamente muy tardíos en la tradición. Se había vuelto dominante en Constantinopla a partir del siglo V y se usó en toda la Iglesia Ortodoxa Oriental en el Imperio Bizantino. Contiene las lecturas más armoniosas, paráfrasis y adiciones significativas, la mayoría de las cuales se cree. para ser lecturas secundarias. Es la base del Texto Recibido utiliza para la mayoría de la Reforma traducciones -era del Nuevo Testamento. | KJV , NKJV , Tyndale , Coverdale , Ginebra , Biblia de obispos , OSB                                                                                  |

### Corán
La crítica textual del Corán es un área de estudio inicial, ya que los musulmanes históricamente han desaprobado que se apliquen críticas más elevadas al Corán.  En algunos países la crítica textual puede verse como una apostasía.
Los musulmanes consideran que el texto original en árabe es la revelación final, revelada a Mahoma desde el año 610 d. C. hasta su muerte en 632.  En la tradición islámica, el Corán fue memorizado y escrito por los compañeros de Mahoma y copiado según sea necesario. 
Recientemente, los fragmentos coránicos conocidos más antiguos se encontraron en la Universidad de Birmingham.  Según lo citado por el investigador principal Prof.  Thomas: "Estas partes deben haber estado en una forma muy parecida a la forma del Corán que se lee hoy, apoyando la opinión de que el texto ha sufrido poca o ninguna alteración y que se puede fechar hasta un punto muy cercano al de la fecha. se creía que era revelado ".  Esto apoya académicamente el punto de vista de que el Corán de hoy no ha sido alterado de la revelación original. 
En la década de 1970, se descubrieron 14,000 fragmentos de Corán en la Gran Mezquita de Sana'a, los manuscritos de Sana'a. Alrededor de 12,000 fragmentos pertenecían a 926 copias del Corán, los otros 2,000 eran fragmentos sueltos. La copia más antigua conocida del Corán hasta ahora pertenece a esta colección: data de finales del siglo VII-VIII. 
El examen de Gerd R. Puin, quien dirigió el proyecto de restauración, no reveló ningún cambio textual, sino solo variantes menores en la ortografía de las palabras.  Para ser precisos y citando un texto, escribió: "...Estos fragmentos del Corán yemení no difieren de los que se encuentran en museos y bibliotecas en otros lugares, con la excepción de los detalles que no tocan el Corán en sí, sino que son diferencias en la forma en que se escriben las palabras. Este fenómeno es bien conocido, incluso en el Corán publicado en El Cairo en el que está escrito: Ibrhim junto a Ibrhm Corán junto a Qrn Simahum junto a Simhum En los fragmentos más antiguos del Corán yemení, por ejemplo, el fenómeno de no escribir la vocal alif es bastante común".
El otro hallazgo fue que el orden de los Surahs era diferente en un fragmento.  Sin embargo, esto también es un hecho normativo, ya que el ordenamiento de los Surah puede cambiarse sin controversia.  De hecho, el pedido original se basó aproximadamente en la longitud de Sura.  Además, debe mencionarse aquí que las copias más antiguas del Corán descubiertas en esta colección no tenían variaciones con las versiones actuales.  Solo los fragmentos de versiones paralelas a estos en el tiempo (es decir, ambas copias / fragmentos del Corán se fecharon al mismo tiempo o la copia del fragmento desviado se fechó para un momento posterior) tenían las variaciones mencionadas anteriormente, por lo tanto, esto se puede atribuir a errores de los estudiantes del Corán (algo que se ejemplifica por el hecho de que algunas de estas copias del Corán se escribieron en capas de pergamino borradas que contenían escritura más antigua, como si un estudiante estuviera borrando y reescribiendo el texto continuamente).  Y así, no hay dependencia cronológica de estas copias de fragmentos desviados. Además, es de consenso académico que particular, en el fragmento de referencia, el ordenamiento de los Surahs fue diferente debido a que es una colección de algunos Surahs y no un Corán completo.  Esta era una práctica muy extendida ya que un Mushaf Coránico completo podía ser bastante importante en peso y volumen y, por lo tanto, no era práctico para una persona.

### Talmud
La crítica textual del Talmud tiene una larga historia previa, pero se ha convertido en una disciplina separada del estudio talmúdico recientemente. Gran parte de la investigación se realiza en publicaciones periódicas en hebreo y alemán.

## Textos clásicos
La crítica textual se originó en la era clásica y su desarrollo en los tiempos modernos comenzó con académicos clásicos, en un esfuerzo por determinar el contenido original de textos como la República de Platón. Hay muchos menos testigos de los textos clásicos que de la Biblia, por lo que los académicos pueden utilizar materiales matemáticos y, en algunos casos, copiar textos. Sin embargo, a diferencia del Nuevo Testamento, donde los primeros testigos están dentro de 200   años del original, los primeros manuscritos existentes de la mayoría de los textos clásicos se escribieron aproximadamente un milenio después de su composición. En igualdad de condiciones, los académicos textuales esperan que una mayor diferencia de tiempo entre un original y un manuscrito signifique más cambios en el texto. 

## Protección legal
Las ediciones críticas y científicas pueden protegerse por derechos de autor como obras de autor si se proporciona suficiente creatividad/originalidad. La mera adición de una palabra, o la sustitución de un término por otro que se cree que es más correcto, generalmente no alcanza ese nivel de originalidad/creatividad. Todas las notas que explican el análisis y por qué y cómo se han realizado dichos cambios representan un trabajo diferente que se puede copiar de forma autónoma si se cumplen los otros requisitos.  En la Unión Europea, las ediciones críticas y científicas también pueden estar protegidas por los derechos conexos pertinentes que protegen las publicaciones críticas y científicas de obras de dominio público en la medida en que el art. 5 de la Directiva de Términos de Copyright. No todos los Estados miembros de la UE han transpuesto el art. 5 en la legislación nacional.

## Beca textual digital
La crítica textual digital es una rama relativamente nueva de la crítica textual que trabaja con herramientas digitales para establecer una edición crítica.  El desarrollo de herramientas de edición digital ha permitido a los editores transcribir, archivar y procesar documentos mucho más rápido que antes.  Algunos estudiosos afirman que la edición digital ha cambiado radicalmente la naturaleza de la crítica textual; pero otros creen que el proceso de edición se ha mantenido básicamente igual, y las herramientas digitales simplemente han hecho que los aspectos sean más eficientes.  

### Historia
Desde sus inicios, la edición digital académica implicó el desarrollo de un sistema para mostrar tanto un texto recién "compuesto" como un historial de variaciones en el texto que se está revisando.  Hasta aproximadamente la mitad de la primera década del siglo XXI, los archivos digitales se basaban casi totalmente en transcripciones manuales de textos. Sin embargo, a lo largo de esta década, los archivos de imágenes se volvieron mucho más rápidos y baratos, y el espacio de almacenamiento y los tiempos de carga dejaron de ser un problema importante.  El siguiente paso en la edición académica digital fue la introducción generalizada de imágenes de textos históricos, en particular imágenes de manuscritos de alta definición, que se ofrecen formalmente solo en muestras.

### Métodos
En vista de la necesidad de representar textos históricos principalmente a través de la transcripción, y debido a que las transcripciones requerían codificación para cada aspecto del texto que no se podía grabar con una sola pulsación de tecla en el teclado QWERTY, se inventó la codificación. Text Encoding Initiative (TEI) utiliza la codificación para el mismo propósito, aunque sus detalles fueron diseñados para usos académicos con el fin de ofrecer alguna esperanza de que el trabajo académico en textos digitales tenga una buena posibilidad de migrar de sistemas operativos y / o plataformas digitales obsoletos a nuevos y la esperanza de que la estandarización lleve a un fácil intercambio de datos entre diferentes proyectos.

### Software
Existen varios programas y estándares informáticos para apoyar el trabajo de los editores de ediciones críticas. Estos incluyen 
- La Iniciativa de Codificación de Texto. Las Pautas de la TEI proporcionan un análisis muy detallado de los procedimientos de edición crítica, incluidas las recomendaciones sobre cómo marcar un archivo de computadora que contiene un texto con un aparato crítico.  Ver especialmente los siguientes capítulos de las Directrices: 10. Descripción del manuscrito , 11. Representación de Fuentes Primarias, y 12. Aparato crítico .
- Juxta Archivado el 11 de mayo de 2018 en Wayback Machine. es una herramienta de código abierto para comparar y recopilar múltiples testigos en un solo trabajo de texto.  Fue diseñado para ayudar a los académicos y editores a examinar la historia de un texto desde el manuscrito hasta las versiones impresas.  Juxta proporciona intercalación para múltiples versiones de textos marcados en texto plano o en formato TEI / XML.
- El paquete de macros EDMAC para Plain TeX es un conjunto de macros desarrollado originalmente por John Lavagnino y Dominik Wujastyk para la composición tipográfica de ediciones críticas. "EDMAC" significa "EDition" "MACros".  EDMAC está en modo de mantenimiento .
- El paquete ledmac es un desarrollo de EDMAC de Peter R. Wilson para la composición tipográfica de ediciones críticas con LaTeX . ledmac está en modo de mantenimiento .[86]
- El paquete eledmac es un desarrollo adicional de ledmac por Maïeul Rouquette que agrega características más sofisticadas y resuelve problemas más avanzados. eledmac se separó de ledmac cuando quedó claro que tenía que desarrollarse de forma que comprometiera la compatibilidad con versiones anteriores . eledmac es modo de mantenimiento .
- El paquete reledmac es un desarrollo adicional de eledmac por Maïeul Rouquette que reescribe muchas partes del código para permitir desarrollos más sólidos en el futuro.  En 2015, se encuentra en desarrollo activo.
- Ednotes , escrito por Christian Tapp y Uwe Lück, es otro paquete para componer ediciones críticas utilizando LaTeX .
- Classical Text Editor es un procesador de textos para ediciones críticas, comentarios y textos paralelos escritos por Stefan Hagel. CTE está diseñado para su uso en el sistema operativo Windows, pero se ha ejecutado con éxito en Linux y OS / X utilizando Wine. CTE puede exportar archivos en formato TEI. CTE se encuentra actualmente (2014) en desarrollo activo.
- Critical Edition Typesetter de Bernt Karasch es un sistema para componer ediciones críticas a partir de la entrada en un procesador de textos, y terminar con la composición con TeX y EDMAC .  Desarrollo opf CET parece haberse detenido en 2004.
- ChrysoCollate es un programa desarrollado por Sébastien Moureau. Permite cotejar rápidamente los testigos de texto (cotejo semiautomático, con un visor de testigos integrado) y visualizar claramente la tabla de cotejo mediante un sistema de coloreado automático. También permite redactar automáticamente las entradas de los aparatos críticos en función de las lecturas elegidas por el editor (un simple clic). Permite la exportación en varios formatos (odt, Classical Text Editor, etc.).

## Ediciones críticas
Libro de Mormón
- Texto crítico del Libro de Mormón   - FARMS 2ª edición

Biblia hebrea y Antiguo Testamento
- Políglota complutense (basado en manuscritos ahora perdidos)
- Septuaginta - La segunda edición de Rahlfs.
- La Septuaginta de Gottingen (Vetus Testamentum Graecum: Auctoritate Academiae Scientiarum Gottingensis editum): en progreso
- Biblia Hebraica Stuttgartensia - 4ª edición
- Biblia hebrea: una edición crítica - un producto continuo que está diseñado para ser diferente de Biblia Hebraica al producir un texto ecléctico

Nuevo Testamento
- Editio octava critica maior   - Tischendorf edición
- El Nuevo Testamento griego según el texto mayoritario   - Edición de Hodges & Farstad.
- El Nuevo Testamento en el griego original - Edición Westcott & Hort
- Novum Testamentum Graece Nestle-Aland 28 edición (NA28)[87]
- 4ta edición de UBS del Nuevo Testamento Griego de United Bible Society (UBS4)[88]
- Novum Testamentum Graece et Latine   - Edición Merk
- Editio Critica Maior   - Edición de la German Bible Society.

Traducciones críticas
- El Nuevo Testamento Integral   - Edición normalizada de Nestle-Aland 27[89]
- La Biblia de los Rollos del Mar Muerto   - Con mapeo textual a las variantes Masoretic, Rollos del Mar Muerto y Septuaginta
- Nueva traducción al inglés de la Septuaginta , una traducción crítica de las partes completas de la Septuaginta de Gotinga, con el resto de la edición del manual de Rahlf